# Kai (cantante)
Kai (카이?, KaiLR, K'aiMR), pseudonimo di Kim Jong-in (김종인?, 金鍾仁?, Gim Jong-inLR, Kim ChonginMR; Suncheon, 14 gennaio 1994), è un ballerino, cantante, modello e attore sudcoreano. È un membro del k-pop boy group sudcoreano Exo, della sua unità sub Exo-K e del supergruppo sudcoreano SuperM. Oltre alle attività del suo gruppo, Kai ha anche recitato in vari programmi televisivi come Choco Bank (2016), Andante (2017), e Spring Has Come (2018).

## Biografia
Kim Jong-in è nato il 14 gennaio 1994 a Suncheon, in Corea del Sud. Ha iniziato a ballare quando aveva otto anni. Inizialmente faceva danza jazz, ma dopo aver visto Lo schiaccianoci ha iniziato ad allenarsi nel balletto mentre era in terza elementare. Ha dichiarato che i suoi genitori inizialmente volevano che imparasse il taekwondo e a suonare il pianoforte.
Dopo aver partecipato all'SM Youth Best Contest con l'incoraggiamento di suo padre, ha vinto e firmato un contratto con l'etichetta discografica nel 2007 a soli tredici anni. Ha iniziato ad allenarsi nell'hip hop dopo essersi unito alla SM Entertainment.
Kai si è laureato alla School of Performing Arts di Seul nel febbraio 2012.

### 2011-2015: inizio della carriera
Kai è stato il primo membro degli Exo ad essere presentato ufficialmente al pubblico il 23 dicembre 2011. Ha fatto la sua prima esibizione televisiva insieme agli altri membri del gruppo Luhan, Chen e Tao e ad altri artisti della SM Entertainment al programma musicale di fine anno Gayo Daejeon il 29 dicembre 2011. Il gruppo ha debuttato ufficialmente nell'aprile 2012 e da allora ha ottenuto una notevole popolarità e successo commerciale.
Nell'ottobre 2012, Kai ha partecipato al gruppo promozionale Younique Unit insieme a Eunhyuk, Henry, Kim Hyo-yeon, Lee Tae-min e Luhan. Il gruppo ha pubblicato un singolo intitolato Maxstep. Più tardi, nel dicembre 2012, si è unito al gruppo di ballo SM The Performance, insieme al collega Lay, Yunho dei TVXQ, Eunhyuk e Lee Dong-hae dei Super Junior, Choi Min-ho e Taemin degli Shinee. Il gruppo ha fatto la sua prima apparizione all'evento SBS Gayo Daejeon il 29 dicembre, ed ha eseguito il loro singolo Spectrum. Il singolo è stato ufficialmente pubblicato il giorno successivo.
Nell'agosto 2014, Kai ha partecipato alla canzone Pretty Boy di Taemin.

### 2016-presente: carriera da attore e i SuperM
Nel gennaio 2016, ha fatto il suo debutto ufficiale come attore come protagonista maschile nel drama Choco Bank, che ha raggiunto il record di spettatori, mentre a dicembre dello stesso anno ha recitato in due episodi in 7 First Kisses.
Nel gennaio 2017, è stato annunciato che Kai avrebbe recitato come protagonista maschile nel film Andante, nel ruolo di uno studente delle superiori, mentre a febbraio 2017, è stato scelto per il film drammatico Spring Has Come. Il drama segna la prima volta che un attore non giapponese assume un ruolo da protagonista in un dramma prodotto dalla stazione di trasmissione WOWOW.
Nel dicembre 2017, Kai è stato scelto come modello di copertina per il numero di dicembre di The Big Issue, una rivista nota per aiutare i senzatetto. La rivista ha venduto 20.000 copie entro i primi due giorni e fino ad ora ne sono state vendute 80.000, il che registra il maggior numero di copie vendute dall'inizio della rivista nel luglio 2010.
Nel 2018, Kai è stato scelto per il melodramma Uriga mannan gijeok.
Il 7 agosto 2019, Kai è stato confermato come membro dei SuperM, un "supergruppo" K-pop creato dalla SM Entertainment in collaborazione con la Capitol Records, debuttando il 4 ottobre 2019 con l'EP omonimo. Le promozioni del gruppo sono iniziate ad ottobre sul mercato americano. Kai è stato selezionato come primo ambasciatore globale di Gucci in Corea.

### 2020: debutto da solista
Il 3 luglio 2020, la SM Entertainment ha annunciato che il primo album solista di Kai era attualmente in produzione con l'obiettivo di essere pubblicato nella seconda metà del 2020. Il 12 ottobre è stato annunciato come primo volto maschile in assoluto del marchio di cosmetici Bobbi Brown. Il 1 novembre Kai è apparso nella vetrina online "TUCSON Beyond Drive", una collaborazione tra la Hyundai Motors e la SM Entertainment, dove si è esibito in una performance intitolata Follow Your Hidden Light che combina il K-pop e la realtà aumentata.
Il 30 novembre 2020 è uscito il suo EP di debutto Kai (开), che include il singolo promozionale Mmmh, diventando il quinto membro degli Exo ad aver debuttato come cantante solista. Esattamente un anno dopo torna con il suo secondo EP Peaches con la title omonima.

## Ambassador Internazionali
| Anno | Brand       | Stagione                   |
| ---- | ----------- | -------------------------- |
| 2019 | Gucci       | Autunno - Inverno 2019     |
| 2020 | Gucci       | Primavera - Estate 2020    |
| 2020 | Hyundai     | Tucson 'Beyond Drive' 2020 |
| 2020 | Bobbi Brown | Autunno - Inverno 2020     |

## Discografia

### Da solista

#### EP
- 2020 – Kai
- 2021 – Peaches
- 2023 – Rover

#### Canzoni
- 2012 – Maxstep
- 2014 – Deep Breath
- 2019 – I See You

#### Collaborazioni
- 2014 – Pretty Boy (Lee Tae-min feat. Kai)

### Con gli Exo
- 2013 – XOXO
- 2015 – Exodus
- 2016 – Ex'act
- 2017 – The War
- 2018 – Countdown
- 2018 – Don't Mess Up My Tempo
- 2019 – Obsession

### Con i SuperM
- 2020 – Super One

## Filmografia

### Televisione
- Areumda-un geudae-ege (아름다운 그대에게) – serie TV, episodio 2 (2012)
- Uri yeopjib-e Exoga sanda (우리 옆집에 EXO가 산다?) – webserie, episodi 2 8-10, 15-16 (2015)
- Choco Bank (초코뱅크)  – serie TV, episodi 1-6 (2016)
- 7 First Kisses (첫 키스만 일곱 번째) – serie TV, episodi 4-5 (2016)
- Andante (안단테?) – serie TV, episodi 1-16 (2017)
- Haru ga Kita (春が来た) - serie TV, episodi 1-5 (2018)
- Uriga mannan gijeok (우리가 만난 기적?) – serie TV (2018)
- UNDER19 (언더나인틴) - programma televisivo, episodio 11 (2019)
- Honeymoon Tavern (우도주막) - programma televisivo (2021)

### Film
- I AM., regia di Choi Jin-seong (2012)

- SMTown: The Stage (SMTOWN THE STAGE), regia di Bae Sung-sang (2015)

## Radio
- MBC FM4U 정오의 희망곡 김신영입니다 (2020)
- SBS 파워FM Cultwo Show (두시탈출 컬투쇼) (2020)
- KBS-R Cool FM Volume Up (볼륨을 높여요) (2020)
- SBS 파워FM 최화정의 파워타임 (2020)
- KBS-R Cool FM 정은지의 가요광장 (2020)
- MBC 표준FM 김이나의 별이 빛나는 밤에 (2020)
- EBS FM 경청 (2020-)

## Riconoscimenti
- StarHub
  - 2019 – Favourite Korean Drama Character per Andante[33]